# ووپاتا (استان اشوی‌داشکسیه)
ووپاتا (به لهستانی: Łopata) یک منطقهٔ مسکونی در لهستان است که در گمینا وویچیخوویتسه واقع شده‌است. ووپاتا ۱۱۹ نفر جمعیت دارد.